# 佛爾國保
宗室佛爾國保（穆麟德轉寫：Uksun  Furguweboo；1801年8月28日—1836年4月17日，嘉慶六年七月二十日巳時－道光十六年三月初二日申時），字蘊之。清朝遠支宗室正藍旗第一族載字輩，清朝政治人物。

## 生平
道光元年（1821年）中式辛巳恩科宗室鄉試舉人。
道光二年（1822年）中式壬午恩科第二甲第四十二名進士出身。五月，授額外主事分部學習。七月，授宗人府主事。
十四年（1834年）五月，被岳母伊爾根覺羅氏控告「與乳婦郝氏通姦、毆辱伊女致令自縊身死」，由刑部會同宗人府審議。七月，遭處分降三級調用。
十五年（1835年）八月，授七品筆帖式。
十六年（1836年）三月，卒，年三十六歲。

## 家庭及關聯
- 八世祖：鎮國勤敏公阿拜（1585年－1648年），清太祖高皇帝第三子，封三等鎮國將軍，追封奉恩鎮國公，諡勤敏。
- 七世祖：輔國公灝善（1634年－1706年），阿拜第七子，封奉恩輔國公。
- 六世祖：宗室尚祿（1664年－1744年），灝善第四子，襲封和碩巽親王，因父依附多爾袞遭降封多羅貝勒，諡懷愍。
- 五世祖：宗室祐延（1682年－1743年），尚祿第一子，閑散。
- 高祖父：宗室海佛（1703年－1760年），祐延第一子，閑散。
- 曾祖父：宗室瑞成（1729年－1796年），海佛第二子，閑散。
- 祖父：宗室靈春（1753年－1815年），瑞成第一子，官至吏部員外郎，因事革退。
- 父：宗室興朗（1780年－1858年），靈春第一子，閑散。
- 母：繆佳氏，雙善正室，中書遇善之女。
- 佛爾國保排行第一，有一弟：善政（1804年－1872年），閑散。

### 妻妾
- 正室：繆佳氏，郎中松碧之女。
- 繼室：哈達納喇氏，通判慶善之女。
- 無側室。

### 子女
有一承繼子。
- 普衢（1834年－1892年），胞弟善政正室赫舍里氏所生，道光十六年過繼，閑散。